# Vinciane Despret
Pour les articles homonymes, voir Despret.
Vinciane Despret, née le 12 novembre 1959 à Bruxelles, est psychologue et philosophe des sciences belge, professeure à l'université de Liège et à l’université libre de Bruxelles.

## Biographie

### Famille
Vinciane Despret est née à Bruxelles, le 12 novembre 1959, dans une famille de cinq enfants, dont quatre filles.

### Formation
Vinciane Despret obtient une licence de philosophie avant d'entreprendre des études de psychologie en 1988. Elle découvre les éthologues au cours de ses études et se passionne pour leurs recherches. Elle s'oriente alors vers la philosophie des sciences. Inspirée dans sa démarche par Isabelle Stengers et Bruno Latour, elle se propose de suivre les scientifiques sur leurs terrains, dans leur pratique, et de comprendre comment ils rendent leurs objets d'études intéressants.
En 1997, elle soutient une thèse Savoir des passions et passions des savoirs auprès de Bruno Latour et d'Isabelle Stengers. Les deux femmes développent une forte amitié intellectuelle.

### Carrière
Elle travaille dans les domaines de la psychologie et de l'éthologie, dans une perspective qui la mène à s'intéresser aux conséquences politiques de nos choix théoriques : « ce qui me conduit à m'intéresser de plus en plus à, d’une part, la question de comment vivre avec l’animal, et d'autre part aux questions politiques que nous posent aujourd'hui les pratiques psychothérapeutiques avec l'humain »,
À la suite de la mort de sa plus jeune sœur, elle écrit Au bonheur des morts, livre qui décrit comment ils entrent dans la vie des vivants.
Elle étudie le comportement des éthologues auprès des oiseaux cratérope écaillé en Israël.
Vinciane Despret est professeure associée agrégée à la Faculté de Philosophie et lettres de l'université de Liège. Elle enseigne par ailleurs aux Facultés de Philosophie et Sciences sociales et de Psychologie, Sciences de l’Education et Logopédie de l'université libre de Bruxelles.

### Vie privée
Elle est mariée à  Jean-Marie Lemaire, un psychiatre qui travaille en partie en Italie, notamment à Turin. Ils ont un enfant, Jules-Vincent.

## Publications

### Ouvrages
- La danse du cratérope écaillé. Naissance d'une théorie éthologique, Paris, Les Empêcheurs de penser en rond, 1996 ; réédition 2004 et en 2021[7] aux éd. Les Empêcheurs de tourner en rond
- Ces émotions qui nous fabriquent. Ethnopsychologie de l'authenticité, Paris, Les Empêcheurs de penser en rond, 1999 ; réédition 2001
- Quand le loup habitera avec l’agneau, Paris, Le Seuil/Les Empêcheurs de penser en rond, 2002 ; 2e éd., 2020[8]
- Hans, le cheval qui savait compter, Paris, Le Seuil/Les Empêcheurs de penser en rond, 2004
- Bêtes et Hommes[9], Paris, Gallimard, 2007
- Penser comme un rat, Versailles, Quae, 2009 ; réédition 2016, coll. « Sciences en questions »
- Que diraient les animaux, si… on leur posait les bonnes questions ?, Paris, La Découverte/Les Empêcheurs de penser en rond, 2012, 325 p. (ISBN 978-2-7071-8326-2)[10]
- Au bonheur des morts, Paris, La Découverte/Les Empêcheurs de penser en rond, 2015
- Le Chez-soi des animaux, Actes Sud, coll. « École du Domaine du possible », 2017
- Habiter en oiseau, Arles, Actes Sud, coll. « Mondes sauvages », 2019[2]
- Autobiographie d'un poulpe et autres récits d'anticipation, Arles, Actes Sud, coll. « Mondes sauvages », 2019[11]
- Et si les animaux écrivaient, Paris, Bayard, coll. « Petites conférences », 2022.
- Les morts à l'œuvre, Paris, Les Empêcheurs de penser en rond, 2023

### En collaboration
- L'Homme en société, avec Pol Pierre Gossiaux, Catherine Pugeault et Vincent Yzerbyt, PUF, coll. « Premier cycle », 1995
- Clinique de la reconstruction. Une expérience avec des réfugiés en ex-Yougoslavie, avec Antoinette Chauvenet et Jean-Marie Lemaire, L'Harmattan, 1996
- Les Grands Singes. L'humanité au fond des yeux, avec Chris Herzfeld, Dominique Lestel et Pascal Picq, Odile Jacob, coll. « Sciences », 2005
- Être bête, avec Jocelyne Porcher, Arles, Actes Sud, coll. « Nature », 2007
- Les Faiseuses d'histoires. Que font les femmes à la pensée ?, avec Isabelle Stengers, et l'aide de Françoise Balibar, Bernadette Bensaude-Vincent, Laurence Bouquiaux, Barbara Cassin, Mona Chollet, Émilie Hache, Françoise Sironi, Marcelle Stroobants, Benedikte Zitouni, Paris, La Découverte/Les Empêcheurs de penser en rond, 2011
- Chiens, chats… Pourquoi tant d'amour ?, avec Éric Baratay, Claude Béata et avec Catherine Vincent (réalisation des entretiens), Belin, coll. « L'atelier des idées », 2015
- Composer avec les moutons... Lorsque les brebis apprennent à leurs bergers à leur apprendre, avec Michel Meuret, Cardère, « Hors les drailles », 2016
- Dieu, Darwin, tout et n’importe quoi, Histoires naturelles, avec Pierre Kroll, Les Arènes, 2024

### Direction d'ouvrage
- Les Animaux : deux ou trois choses que nous savons d'eux, direction avec Raphaël Larrère et introduction, préface de Guy Courtois, Paris, Hermann, coll. « Colloque de Cerisy », 2014 ; actes du colloque de juillet 2010

### Préfaces
- « Qu'est ce que l’ethnopsychologie ? », préface à La dépression est-elle universelle? de Catherine Lutz, Le Seuil/Les Empêcheurs de penser en rond, 2004
- Sentiments voilés de Lila Abu-Lughod, Le Seuil/Les Empêcheurs de penser en rond, 2008
- Féminismes pluriels de Nicole Van Enis, Aden, coll. « Petite bibliothèque d'Aden », 2012
- « Prendre soin du soin », préface à Penser avec les animaux. Sociologie du soin par le contact animalier de Jérôme Michalon (postface d'Isabelle Mauz), Presses des Mines, coll. « Sciences sociales », 2014
- Manifeste des espèces compagnes de Donna Haraway, Flammarion, coll. « Climats », 2019
- « Les virus de l’imagination ». Préface à Les Sentinelles de la pandémie de Frédéric Keck, Zones Sensibles, 2020
- Les intelligences particulières - Enquête dans les maisons hantées de Grégory Delaplace, Vues de l’esprit, 2021

### Podcasts
- Les Chemins de la philosophie sur France Culture : https://www.franceculture.fr/personne-vinciane-despret.html
- France Inter, Vinciane Despret et ses sources (21 mai 2023)

## Prix, décorations et honneurs
- 2015 :  Chevalière du Mérite wallon (Ch.M.W.)[12]
- 2021 : Prix Moron de l'Académie française pour l'ensemble de son œuvre
- 2021 : Intellectuelle de l'année du Centre Pompidou à Paris[13]
- 2023 : Citoyenne d'honneur de Liège[14]